# Вайнер (громада)
Вайнер (нім. Weinähr) — громада в Німеччині, розташована в землі Рейнланд-Пфальц. Входить до складу району Рейн-Лан. Складова частина об'єднання громад Нассау.
Площа — 3,41 км2. Населення становить 446 ос. (станом на 31 грудня 2020).